# 大鳞半䱗
大鳞半䱗（学名：Hemiculterella macrolepis）为輻鰭魚綱鯉形目鯝科半䱗属的鱼类。分布於亞洲中國雲南省西雙版納瀾滄江及寮國湄公河流域，本魚體延長且測扁，頭長大於體高，吻短，吻長稍大於眼徑，口端位且裂斜，胸鰭尖形，末端不達腹鰭起點，尾鰭深叉形，下葉長於上葉，末端尖，體淺褐色，瑋琪、背鰭淺灰色，體長可達13.5公分，多栖息于偶见于山溪，生活習性不明。该物种的模式产地在云南。